# 한문희 (작곡가)
한문희(2004년 4월 17일~)은 대한민국의 작곡가이다.
그는 충청남도 금산군에서 고등학교를 졸업한 후 본격적으로 클래식 음악을 공부하며 클래식계의 입성하였으며, 
학창시절에 받았던 느낌을 토대로 많은 
피아노 곡을 썼다.